# Myrmeleon (Myrmeleon) circumcinctus
Myrmeleon (Myrmeleon) circumcinctus is een insect uit de familie van de mierenleeuwen (Myrmeleontidae), die tot de orde netvleugeligen (Neuroptera) behoort. 
Myrmeleon (Myrmeleon) circumcinctus is voor het eerst wetenschappelijk beschreven door Tjeder in 1963.